# Profiled
Profiled je interview album anglické rockové skupiny Led Zeppelin, vydané vydavatelstvím Atlantic Records 21. září 1990. Profiled bylo vytvořeno jako propagační a průvodní CD k nedávno vydanému albu Box Set. V roce 1992 bylo komerčně vydáno jako součást speciální edice výběrového alba Led Zeppelin Remasters.

## Seznam skladeb
1. "Led Zeppelin Profile" Tato stopa je kompilací různých kousků rozhovorů a dlouhých výběrů z písní.

2-8. "Station Liners" Toto jsou stručné generické útržky nahrané Jimmy Pagem pro rádia (kupř. „I'm Jimmy Page, and I'm ready to rock.“)

9-20. "Interview: Jimmy Page"

21-32. "Interview: Robert Plant"

33-43. "Interview: John Paul Jones"

## Další poznámky
Katalog: Atlantic PRCD36292